# Auritânia Foz do Iguaçu FC
Az Foz do Iguaçu Futebol Clube, egy 1996-ban alapított brazil labdarúgócsapat a brazil-paraguayi határon fekvő Foz do Iguaçu városából. A klub Paraná állam első osztályú bajnokságában és az országos Série D küzdelmeiben vesz részt.

## Játékoskeret
2015-től
| # |     | Poszt | Név            |
| - | --- | ----- | -------------- |
|   | BRA | K     | Paulo Sérgio   |
|   | BRA | K     | Édson Bastos   |
|   | BRA | V     | Alex Travassos |
|   | BRA | V     | Leandro Silva  |
|   | BRA | V     | Rafinha        |
|   | BRA | V     | Wesley         |
|   | BRA | V     | Indio          |
|   | BRA | V     | Eduardinho     |
|   | BRA | V     | Alexandre      |

| # |     | Poszt | Név           |
| - | --- | ----- | ------------- |
|   | BRA | V     | Carlão        |
|   | BRA | KP    | Maranhão      |
|   | BRA | KP    | Léo           |
|   | BRA | KP    | Diego Perini  |
|   | BRA | KP    | Bahia         |
|   | BRA | CS    | Quirino       |
|   | BRA | CS    | Rafael Alemão |
|   | BRA | CS    | Geovane       |
|   | BRA | CS    | Pepê          |